# Désolé (chanson de Gorillaz)
Singles de Gorillaz
Momentary Bliss
(2020) Aries
(2020)
Singles par Fatoumata Diawara
Cameroon
(2019)
Désolé est une chanson du groupe virtuel britannique Gorillaz, en featuring avec la musicienne malienne Fatoumata Diawara. La musique a été publiée le 27 février 2020 en tant que deuxième single du projet Song Machine de Gorillaz, un projet qui consiste en la publication de plusieurs chansons en featuring avec divers musiciens au courant 2020.

## Clip musical
Le clip a été tourné au Lac de Côme en Italie et montre principalement trois des membres virtuels du groupe, 2D, Noodle et Russel Hobbs accompagnés de Fatoumata Diawara et le cocréateur de Gorillaz, Damon Albarn, en train de naviguer après avoir été transportés par un portail dans Kong Studios, le lieu d'enregistrement fictif du groupe.
Le bassiste du groupe, Murdoc Niccals, échoue quant à lui à traverser le portail et se voit obligé de rester dans les studios

## Personnel

### Gorillaz
- Damon Albarn: basse, guitare, claviers, chant, production, programmation
- Remi Kabaka Jr.: batterie additionnelle, production

### Autres musiciens et personnel
- Adrien Libmann: ingénieur
- Alice Pratley: violon
- Andrea Fognini: ingénieur
- Davide Rossi: cordes
- Emmanuel Laniece: chœurs
- Fatoumata Diawara: chant[2]
- Isabelle Dunn: violoncelle
- James Ford: claviers, batterie, balafon, coproducteur
- John Davis: mastering
- Neima Naouri: chœurs
- Nicolas Hicks: alto
- Samuel Egglenton: ingénieur
- Stephen Sedgwick: mixage
- Sylvain Bellegarde: chœurs
- Sylvain Mercier: ingénieur
- Sébastien Blanchon: trompette/bugle
- Vanina de Franco: chœurs
- Zither: batterie

## Classements
Le titre a atteint la 34e place en Belgique et la 16e place dans l'US Hot Rock Songs (Billboard)